# ヤマル半島

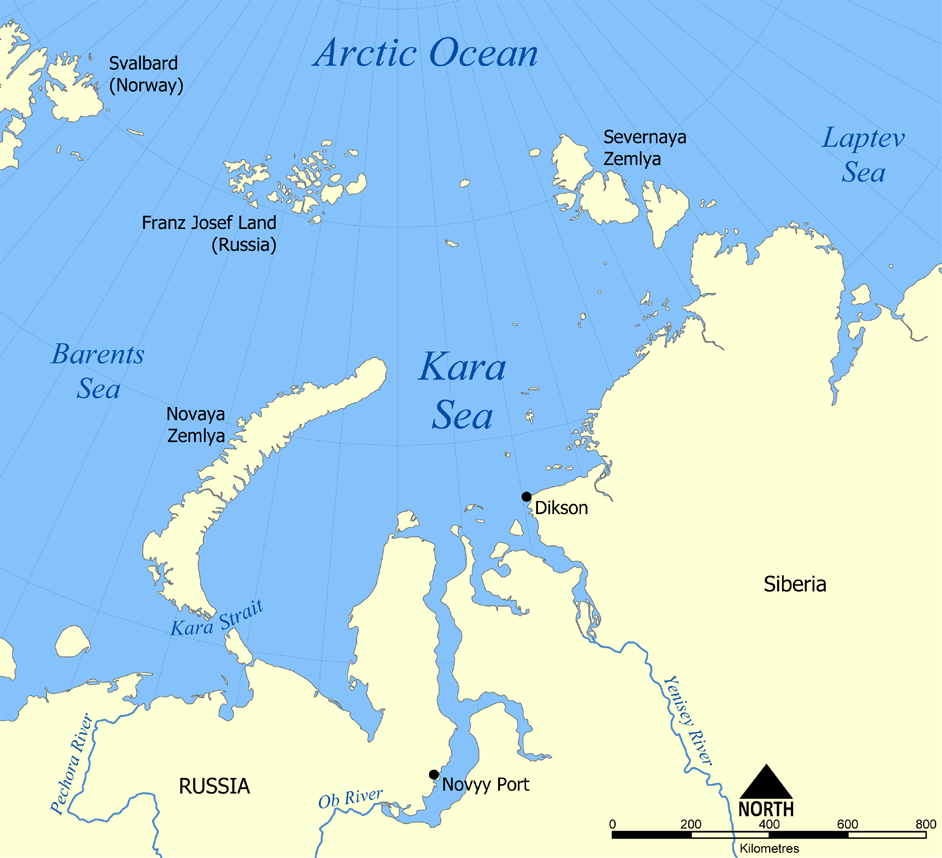
ヤマル半島と周辺の地図

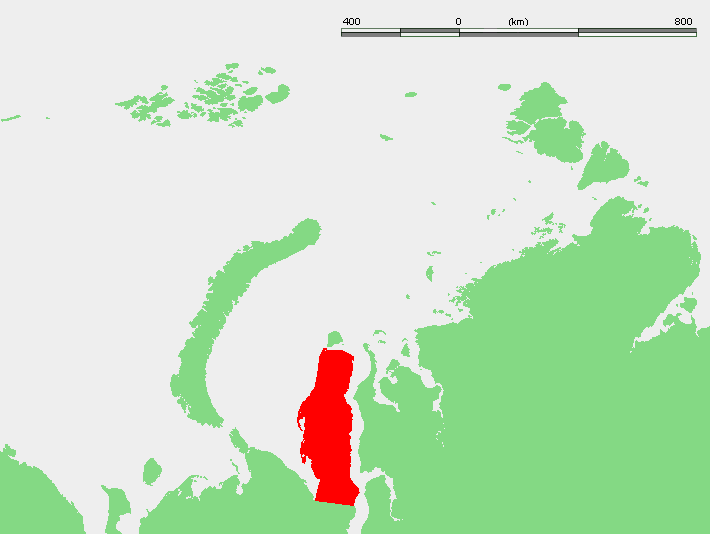
赤い部分がヤマル半島

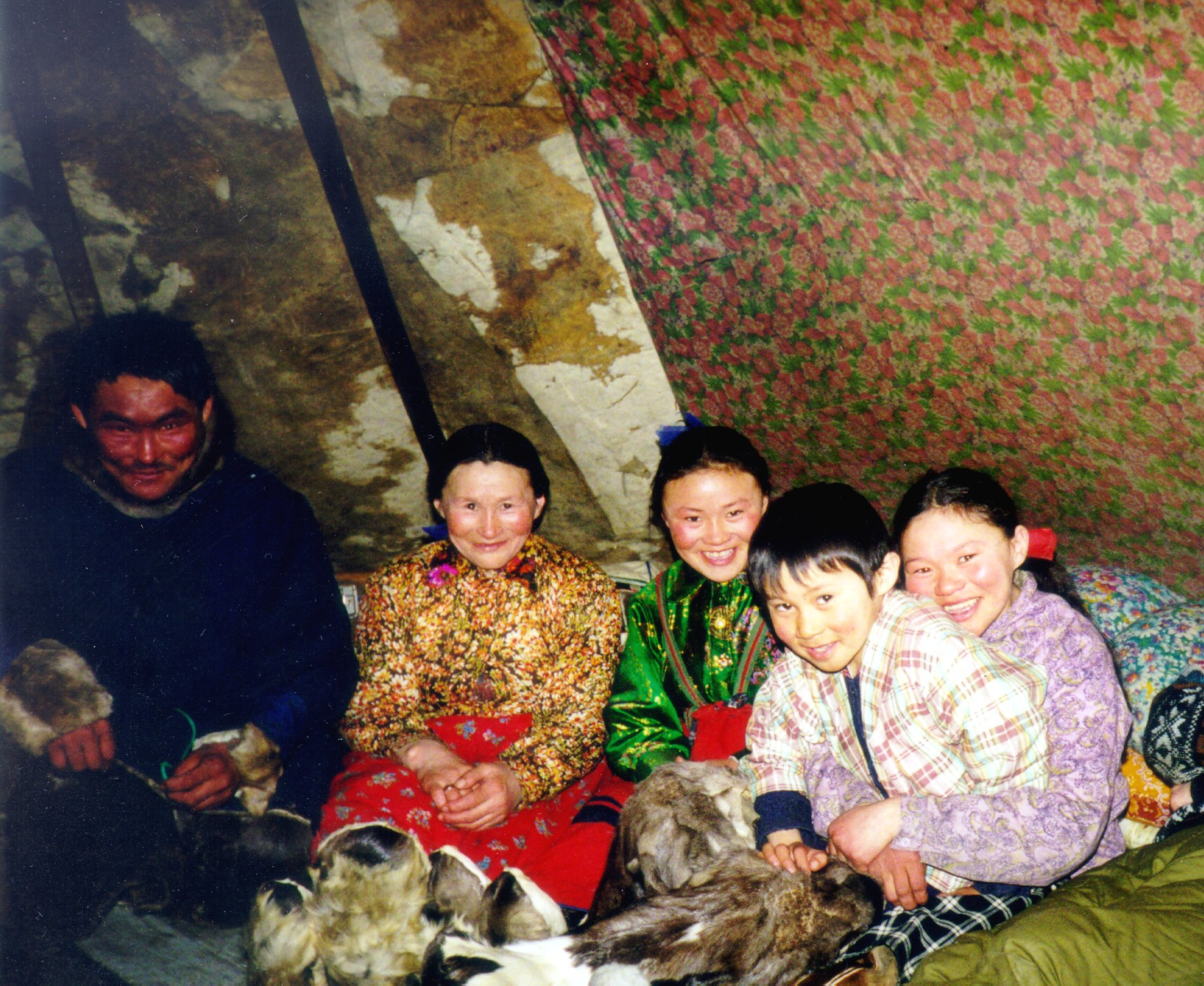
ネネツ人の家族

ヤマル半島（ヤマルはんとう、ロシア語: полуо́стров Яма́л パルオーストラフ・イマール）は、ロシア連邦シベリア北西部のヤマロ・ネネツ自治管区にある半島である。
長さは約700キロメートル。西はカラ海に面し、東のオビ湾を挟んでギダン半島に向かい合う。
北はマリーギナ海峡、パガ湾を挟んでベルイ島と隣接している。
「ヤマル」とは、先住民族ネネツ人のネネツ語で「最果ての地」を意味する。

## 地理
北極圏にあるヤマル半島の大部分は永久凍土に覆われており、地質学的には1万年未満の非常に若い地域である。
伝統的で大規模なトナカイの遊牧が、ロシア連邦内では最もよく維持されている地域である。
数千人のネネツ人やハンティ人が約50万匹のトナカイを飼育している。
また、数多くの種類の渡り鳥が生息する地域でもある。

## 天然ガス開発
ヤマル半島の天然ガス埋蔵量はロシア最大とされる。
1970年代にまず鉄道が引かれてガス田開発の開発が始まるが、ソビエト連邦崩壊で停滞。 2000年代には鉄道が修復され、2012年10月からはボワネンコフ・ガス田の生産開始された。
ロシアの巨大ガス企業ガスプロムにより、ボヴァネンコフスコー石油ガス田（露: Бованенковское нефтегазоконденсатное месторождение、英: Bovanenkovskoe oil and gas field）を開発する「ヤマル計画」が計画されているが、伝統的なトナカイの遊牧に重大な影響が心配されている。
実際の天然ガス採掘は2017年にノヴァテク、仏トタル、中国石油天然気（ペトロチャイナ）とシルクロード基金の出資するヤマルLNGにより開始され、12月8日に最初の液化天然ガス（LNG）がタンカーに積み込まれた。記念式典にはロシア連邦大統領ウラジーミル・プーチンも出席した。当初は年産550万トンで、2019年までに1650万トンへの増産を目指す。LNGは砕氷タンカーなどにより主にアジアへ輸出される予定である。
2017年3月には、半島東部に建設されたサベッタ港に、新造された砕氷タンカー「クリストフ・ドマージュリー号」が初入港していた。
ヤマルからのLNG積出船としてはこのほか、商船三井などが発注していた「ウラジーミル・ルサノフ号」が投入される。